# Río-de-la-Plata-Spanisch

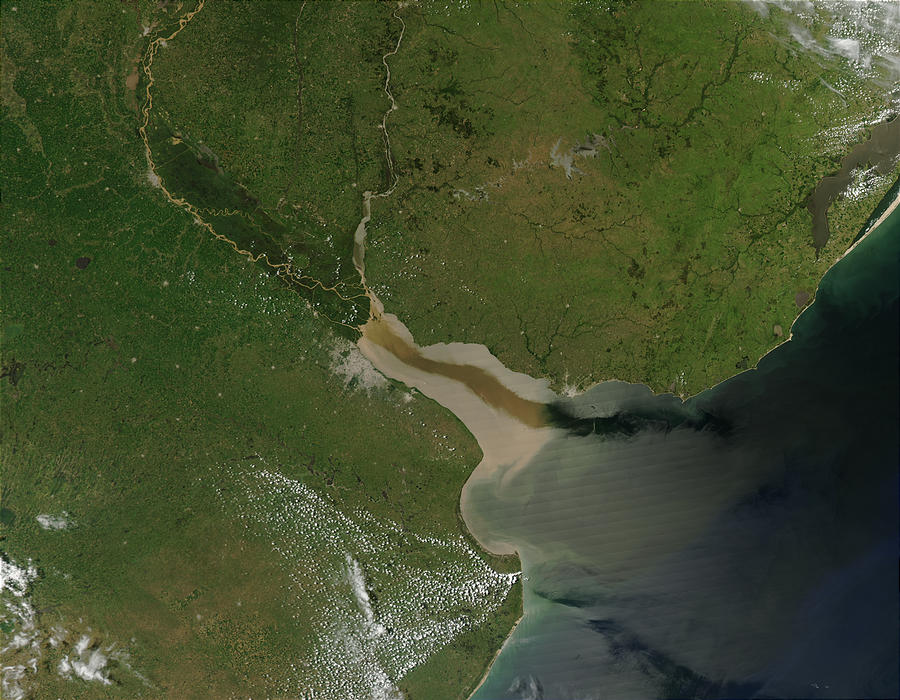
Flussmündung des Rio de la Plata

Das Río-de-la-Plata-Spanisch (spanisch español rioplatense „das Spanisch des Río de la Plata“) wird im Allgemeinen als Synonym für eine Variante der spanischen Sprache in Argentinien und Uruguay angesehen. Das zentrale Verbreitungsgebiet erstreckt sich entlang des Río de la Plata, dem sowohl die Sprache als auch die Region ihren Namen verdankt. Das Herzstück stellt Buenos Aires mit seinen mehr als 11,5 Millionen Sprechern dar.
Das Río-de-la-Plata-Spanisch unterscheidet sich relativ stark vom kastilischen Standardspanisch und anderen spanischen Varianten. Der Einfluss der Sprache auf die argentinische Kultur und Gesellschaft findet vor allem durch audiovisuelle Medien statt, die auch geografisch weit entfernte Regionen erreichen und das Río-de-la-Plata-Spanisch zur Standardsprache Argentiniens (und Uruguays) werden ließ. Jedoch vermindert sich der Einfluss bzw. Gebrauch der Variante, je näher man den Grenzregionen der beiden Länder kommt und andere sprachliche Einflüsse der umliegenden Nationen – Chile, Bolivien, Brasilien und Paraguay – eine größere Auswirkung auf die Sprachentwicklung in diesen Gebieten besaß als die des Río-de-la-Plata-Spanisch (→ Quechua, Guaraní, Portugiesische Sprache).
Zu unterscheiden ist hierbei jedoch das lunfardo und das cocoliche, welche sich als Kontaktvarietäten um das Jahr 1900 in der Stadt Buenos Aires entwickelten. Wie auch das Río-de-la-Plata-Spanisch konnten sich diese Varietäten zwischen 1870 und 1930 bedingt durch eine starke italienische Immigrationswelle konstituieren.

## Phonologie und Phonetik

### Yeísmo / Žeísmo / Šeísmo
Der Yeísmo, also die Aufhebung der phonologischen Opposition /ʎ/ und /j/ zugunsten der frikativen Realisierung /j/, bildete die Grundlage für eine weitere spezielle Form der Aussprache im Rio-de-la-Plata-Gebiet: den Žeísmo. Dabei verschob sich die Artikulation vom palatalen [j] zum präpalatalen Bereich [ʒ] nach vorn. Diese artikulatorische Veränderung wird als rehilamiento bezeichnet und besteht in einer zusätzlichen Vibration oder Intensivierung frikativer Konsonanten. Aus der stimmhaften hat sich wiederum eine stimmlose Variante [ʃ] entwickelt – der Šeísmo. Dieser ist mittlerweile in Argentinien weit verbreitet und besitzt Prestigecharakter.
Beispiel: Yo como pollo en la calle (Ich esse Hühnchen auf der Straße.)
Hochsprachlich [jo 'komo 'poʎo en la 'kaʎe]
Yeísmo-Version [jo 'komo 'pojo en la 'kaje]
Žeísmo-Version [ʒo 'komo 'poʒo en la 'kaʒe]
Šeísmo-Version [ʃo 'komo 'poʃo en la 'kaʃe]

### Seseo / Ceceo
Unter Seseo versteht man die Auflösung der Opposition /s/ und /θ/ zugunsten von /s/. So wird bei der Aussprache zwischen dem alveolaren und dem interdentalen stimmlosen Frikativ nicht unterschieden und stattdessen alles in [s] realisiert. Dadurch werden gelegentlich verschiedene Wörter gleich ausgesprochen, was aber die Kommunikation kaum beeinträchtigt: coser = cocer, casar = cazar.
Auch der Ceceo ist im Großraum Buenos Aires und Santa Fe verbreitet. Hier fällt die Artikulation von [s] und [θ] nicht in [s], sondern in [θ]. Vergleichbar mit dem englischen stimmlosen th in thing.

### Weitere Merkmale
- Elision oder Aspiration des /s/ am Wortende

Das finale [s] kann regional aspiriert werden oder ganz ausfallen.
Die Elision des /s/ am Ende eines Wortes in der Umgangssprache ist besonders typisch für italienische Immigranten.
- Ausfall des finalen /r/

Besonders im Nordosten Argentiniens kann (beispielsweise bei der Bildung von Infinitiven) das /r/ am Wortende ausfallen.
- Das /n/ am Wortende ist alveolar[9]

- Die Realisierung von /r/, /r̄/

In verschiedenartiger Ausprägung und zum Teil unter Reduktion der Stimmhaftigkeit zeigt sich im Norden Argentiniens eine Tendenz zur Assibilierung von /r̄/, durch die der alveolare Vibrant zum Sibilanten wird (carro ['kaʒo]).

## Morphologie

### Voseo

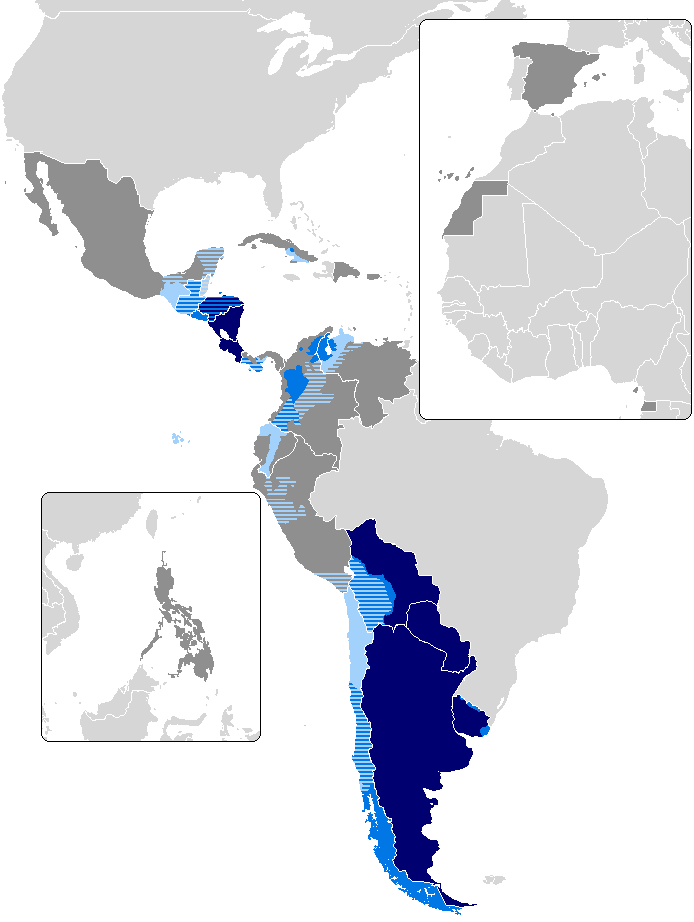
Verbreitung des Voseo

Der Voseo ist sicherlich einer der prägnantesten Merkmale des rioplatensischen Spanisch und erscheint sowohl in pronominaler als auch in verbaler Form. Zu unterscheiden gilt es daher einen pronominal-verbalen, einen rein pronominalen und einen rein verbalen Voseo.
Argentinien bildet keine einheitliche Sprachlandschaft, was den Gebrauch von „tú“ und „vos“ und den nachfolgenden Verbalformen angeht. Denn auch wenn in den Schulen häufig das „tú“ bevorzugt gelehrt wurde und wird, ist der Voseo in Argentinien in allen Regionen, sozialen Klassen und Redesituationen verbreitet.
In manchen Teilen Uruguays wird hingegen ausschließlich die vertrauliche Du-Form, der Tuteo, verwendet (z. B. Rocha, Lavalleja, Maldonado). Andere Gegenden wiederum weisen Mischformen wie „tú cantás“ (Tuteo/Voseo) oder „vos cantas“ (Voseo/Tuteo) auf (Tacuarembó, Rivero). In Montevideo treten sogar gleich vier Varianten auf:
Tuteo/Voseo: tú cantás

Voseo/Voseo: vos cantás

Tuteo/Tuteo: tú cantas (selten und nur bei sehr formellen Anlässen)

Voseo/Tuteo: vos cantas
Pronominal-verbaler Voseo
Jene Form des Voseo ist in Argentinien und Uruguay die geläufigste und besteht aus dem Pronomen vos und einer speziellen, vom Standardspanisch abweichenden Voseo-Verbform. Dieses Verb erscheint hier in der 2. Person Singular ohne Diphthong: vos hablás, vos tenés, vos salís.
Pronominaler Voseo
Das Pronomen vos ersetzt die Pronomen der 2. Person Singular tú und ti.
- als Subjekt: Puede que vos tengas razón.
- als Vokativ: ¿Por qué la tenés contra Alvaro Arzú, vos?
- mit Präposition: Cada vez que sale con vos, se enferma.
- bei Vergleichen: Es por lo menos tan actor como vos.
- bei den Possessiva sowie bei unbetonten Pronomen greift man allerdings auf die Formen des Tuteo (te, tu, tuyo) zurück: Vos te acostaste con el tuerto. No cerrés tus ojos.[12]

Verbaler Voseo
Hierbei werden spezielle, vom Standardspanisch abweichende, Verbformen verwendet (-ás, -és, -ís). Die Verb-Endungen sind von kulturellen, sozialen und geografischen Faktoren abhängig und können demnach variieren: tú hablás, tú tenés, tú vivís.
Die Voseo-Verbformen werden mit dem Pronomen tú kombiniert. So konkurrieren beispielsweise in einigen Teilen Uruguays vos und tú miteinander.
Verbalvoseo in der Gegenwart des Subjuntivo
Der Verbalvoseo wird wie im Indikativ mit Diphthongreduzierung entweder mit einem offenen Vokal (a,e → subás, hablés) oder einem geschlossenen Vokal (i → hablís). Die Endung -is erscheint hier nur bei Verben, die auf -ar enden.
Beispiele für den Raum Buenos Aires: vos cantes, vos tengas, vos vivas
Verbalvoseo in der Vergangenheit
Das Imperfekt des Indikativs und des Subjuntivos ist vom Voseo nicht betroffen und orientiert sich an der Zeitenbildung der 2. Person Singular (vos tomabas). Das Indefinido (pretérito perfecto simple) wird im Indikativ mit der Form der 2. Person Plural ohne Diphthongierung (volvistes) gebildet. In manchen Gegenden wird aber auch die 2. Person Singular bevorzugt (volviste). So lassen sich also verschiedene Formen mal mit und mal ohne -s finden. Allein in Buenos Aires kann man sowohl cantastes als auch cantaste hören.
Verbalvoseo im Futur

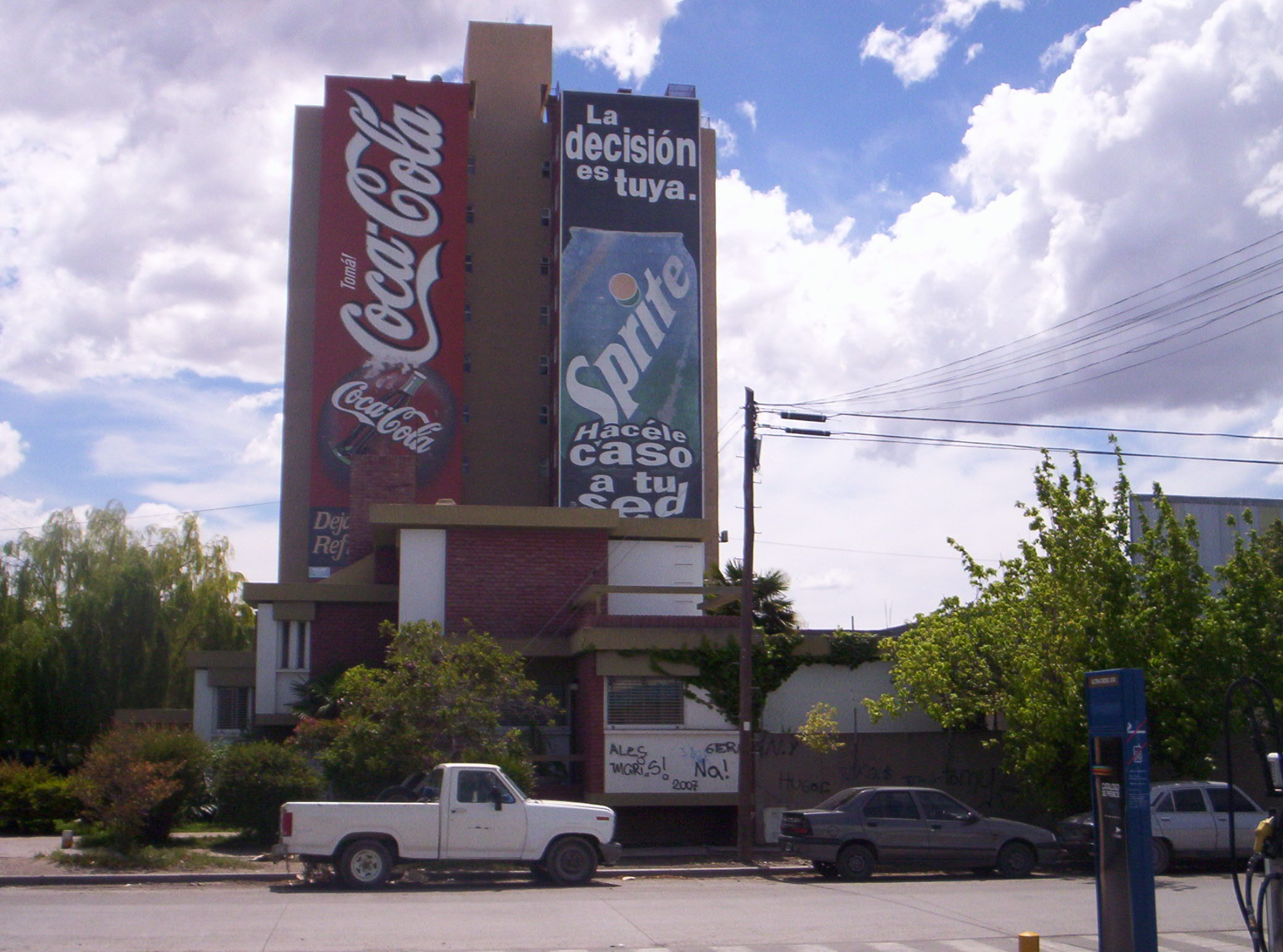
Voseo im Alltag

Wie im Präsens schwankt man zwischen Diphthongerhalt (viajaréis) und Diphthongreduzierung (viajarés/ viajarís).
Voseo bei Imperativformen
Typisch hierbei ist der Wegfall der Endung -d in der 2. Person Plural (tomad > tomá, poned > poné). Beim Imperativ ist außerdem auf die Betonung zu beachten: vení acá, sentáte. Die Unregelmäßigen bei der Bildung der Imperativformen in der 2. Person Singular, die es beim Tuteo gibt (z. B. di, haz, juega, mide), fallen weg (decí, hacé, jugá, medí).

### Loísmo
Auffällig hierbei ist der Gebrauch von lo(s) als direktes pronominales Objekt, unabhängig von Genus oder Numerus. Zwar wird im Nordosten Argentiniens auch das le/les verwendet, im restlichen Teil des Landes ist der Loísmo jedoch stark verbreitet.
- Después toda la oveja me quitó y lo ha llevado a la hacienda; No lo conozco a sus hermanos.[19]
- lo encontré ayer anstelle von le encontré[20]

### Queísmo
Der Queísmo ist auch im La-Plata-Raum verbreitet und meint das Weglassen der Präpositionen de, a, en, con etc. vor der Konjunktion que.
- Nos damos cuenta que…(statt de que)
- El hecho que…[22]
- Todo se le negó a la juventud [a la] que no se le enseñó lo que era libertad y cómo aplicarla.
- El caso de mi sobrina [a la] que le regalaron una computadora.[21]

### Pretérito perfecto compuesto/ pretérito perfecto simple
Im Nordwesten Argentiniens (Tucumán, Salta etc.) sind zusammengesetzte Zeitformen sehr gebräuchlich, wohingegen der Rest des Landes (inklusive Buenos Aires) eher die einfache Vergangenheit (pretérito perfecto simple) bevorzugt. Das pretérito perfecto compuesto hat dort in der gesprochenen Sprache seine Stellung als Brücke zwischen Präteritum und Präsens eingebüßt. Stattdessen beherrscht das pretérito simple, unabhängig vom Kontext, die zwischenmenschliche Kommunikation. In formelleren Kreisen hingegen scheint der Gebrauch des pretérito compuesto etwas größer zu sein. Des Weiteren kann es – umgeben von anderen Zeitformen – ein erzähltes Ereignis in bestimmten Kontexten stärker betonen und hervorheben. Beispiel aus San Juan:
„(…) Entonces casi todos para ese día, y como lo cierto es que había tantos casos de estacionamiento ilegal, se quiso que …, este, pudiera resolver su situación, pero han pasado una ley de lo más troglodita que puede conocerse.“

## Lexik
Die Lexik des Rio-de-la-Plata-Spanisch wird von vielen Seiten beeinflusst, unter anderem von europäischen Sprachen (Italienisch, Französisch, Englisch); dem brasilianischen Portugiesisch; indigenen und afrikanischen Sprachen; anderen spanischen Varietäten (lunfardo, cocoliche) und Varianten (Chilenisch). Heutzutage hat, wie in vielen Teilen der Welt, die englische Sprache einen größer werdenden Einfluss auf das rioplatense.

| Iberisches Spanisch | Rioplatensisch | Deutsch      |
| ------------------- | -------------- | ------------ |
| fresa               | frutilla       | Erdbeere     |
| maíz tierno         | choclo         | Mais         |
| pasta               | masa           | Teig(masse)  |
| coche               | auto/coche     | Auto         |
| conducir            | manejar        | Auto fahren  |
| cerveza             | cerveza/birra  | Bier         |
| aquí                | acá            | hier         |
| camarero            | mozo           | Kellner      |
| camiseta            | remera         | T-Shirt      |
| aguacate            | palta          | Avocado      |
| altavoz             | parlante       | Lautsprecher |
| gasolina            | nafta          | Benzin       |

Zudem ist die Interjektion „che“ stark verbreitet, die dazu dient, die Aufmerksamkeit des Zuhörers zu erlangen. Sie entspricht in etwa dem deutschen „He“.

## Verbreitung
| Gebiet      | Größe         | Bevölkerung | Bevölkerungsdichte |
| ----------- | ------------- | ----------- | ------------------ |
| Argentinien | 2.780.400 km2 | 40.091.359  | 14,4 pro km2       |
| Patagonien  | 1.043.076 km2 | 1.999.540   | 1,9 pro km2        |

Das Hauptausbreitungsgebiet des Río-de-la-Plata-Spanisch liegt unweit des Río de la Plata, mit den großen Zentren Buenos Aires, Montevideo (Uruguay) und Rosario. Aufgrund der extrem hohen Bevölkerungsdichte und der damit einhergehenden enormen Sprecherzahl stellt diese Region das Kerngebiet dieser spanischen Variante dar. Ein gleichfalls geografisch großes Areal des Río-da-la-Plata-Spanisch ist Patagonien und somit der gesamte südliche Teil Argentiniens, jedoch mit einer vergleichsweise geringen Anzahl an Sprechern aufgrund der relativ geringen Bevölkerung.
Jedoch stellt das Río-de-la-Plata-Spanisch nur eine von vielen weiteren Varianten in Argentinien dar. Da Buenos Aires aber als zentrales Herzstück Argentiniens fungiert, erscheint es logisch, dass vor allem durch den Einfluss der Medien, diese Mundart die Hegemonialstellung unter den dialektalen Varianten einnimmt. Je weiter man sich von diesem „Kerngebiet“ entfernt (Ausnahme Patagonien), desto mehr wirken andere Einflüsse (z. B. indigene Einflüsse) auf das Río-de-la-Plata-Spanisch ein.

### Geografische Verbreitung

#### Argentinien

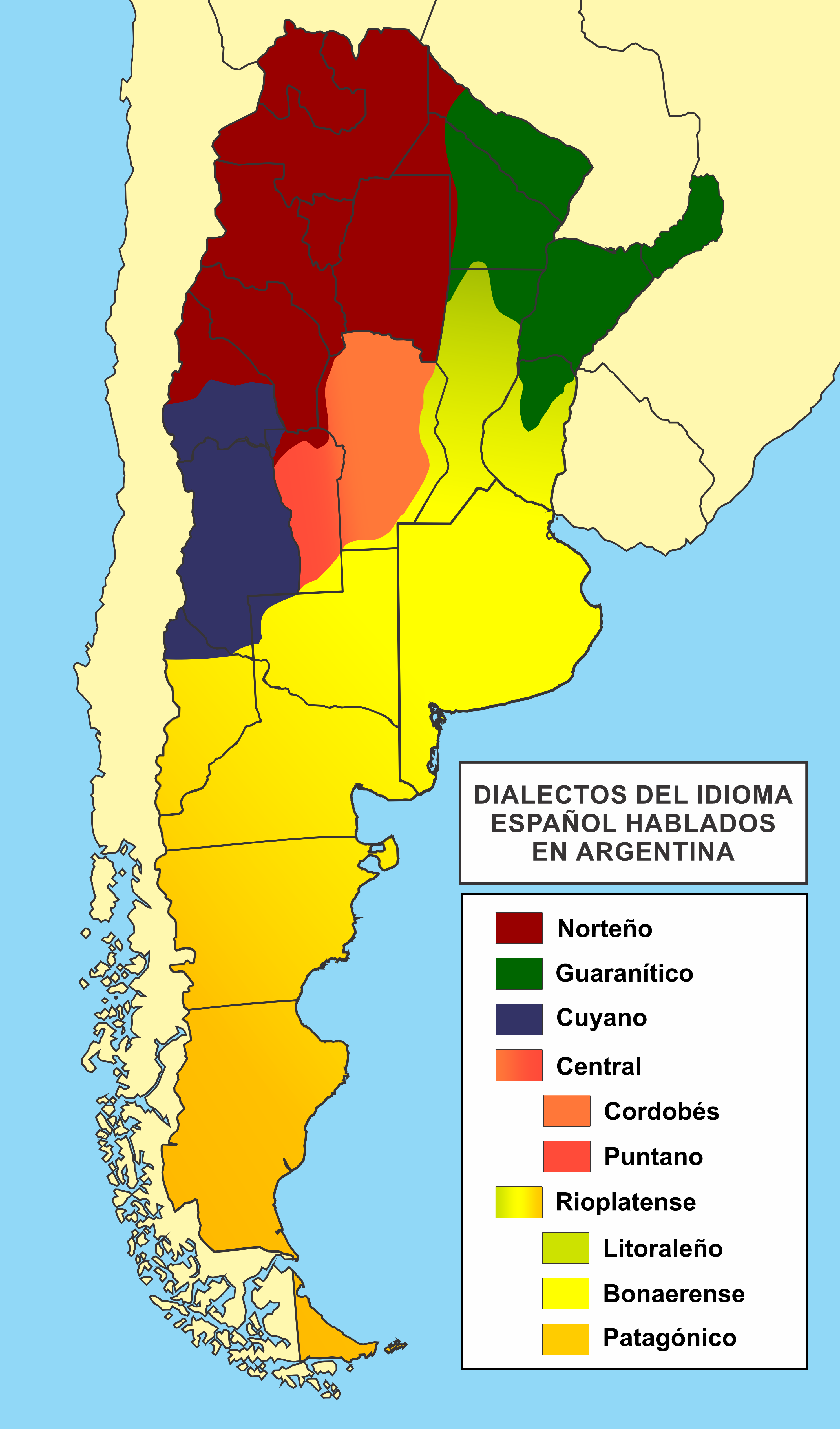
Ausbreitung des Rio-de-la-Plata-Spanisch

Argentinien unterteilt sich nach Berta Elena Vidal de Battini in fünf bzw. sechs linguistische Zonen:
- Küstenregionen: erstrecken sich von Buenos Aires, Entre Ríos und Santa Fe bis in den Süden Argentiniens (angrenzende Gebiete um Buenos Aires). In diesem Teil Argentiniens wird fast ausschließlich das Río-de-la-Plata-Spanisch praktiziert (exklusive des äußersten Südens, wo auch patagonisch/indigene Einflüsse auf die Sprache eingewirkt haben; inklusive eines großen Teil Uruguays mit Montevideo als sprachlichem Zentrum). Die Variante ist umgangssprachlich bekannt unter dem Namen porteña, wird aber, um der Region zu entsprechen, auch als bonaerense bezeichnet. Nach Battini lässt sich diese Zone nochmal in 3 weitere Zonen unterteilen:
  - Provinz Santa Fe (nördlich der Provinz Buenos Aires)
  - Provinz Buenos Aires
  - Region Patagonien (südlicher Teil Argentiniens)
- Der Westen Argentiniens: Gebiete um Mendoza und San Juan, die einige Charaktere des chilenischen Spanisch aufweisen
- Der äußerste Nordwesten: mit Einflüssen des Quechua um die Städte Tucumán, Salta, Jujuy und angrenzender Gebiete
- Der Nordosten: mit Einflüssen des Guaraní mit den Gebieten Corrientes und Misiones, Teilen des Chaco (Resistencia) und Formosa
- Die zentrale Region: mit Córdoba als zentrale Stadt bildet dieses Gebiet den linguistischen Übergang zwischen den anderen sprachlichen Gebieten Argentiniens
- Einige kleine Enklaven, die jedoch linguistisch am Verschwinden sind, besonders der Dialekt in Santiago del Estero im Norden Argentiniens und an der Grenze zu Bolivien.

#### Uruguay
Uruguay stellt ebenfalls einen großen geografischen und demografischen Sprachraum der Río-de-la-Plata-Variante dar. Wie auch Argentinien ist Uruguay ebenfalls keine sprachlich homogene Nation.
Das Zentrum stellt Montevideo als Hauptstadt des Landes dar. Der überwiegende Teil der phonetischen, grammatischen und lexikalischen Eigenschaften stimmen mit der Río-de-la-Plata-Variante überein. Lediglich im nördlichen Teil des Landes hat das Portugiesische einen größeren Einfluss auf die Mundart der Bevölkerung. Im Rest des Landes kann von höchstens minimalen Abweichungen vor dem Hintergrund der vorwiegenden Übereinstimmungen zum Spanisch Argentiniens ausgegangen werden.

### Dialektale Varietäten
Im Zuge der Einwanderungswellen im 19. und 20. Jahrhundert ist es auch zur Bildung anderer Kontaktvarietäten gekommen. Hier sind vor allem das cocoliche und das lunfardo zu benennen. Diese beiden Sprachformen lassen sich vor allem auf die massiven italienischen Einwanderungswellen Ende des 19. Jahrhunderts zurückführen.

#### Cocoliche
Entstanden Ende des 19. Jahrhunderts und verwendet von überwiegend Italienisch sprechenden Immigranten, stellt diese Kontaktvarietät eine Mischform der italienischen und der spanischen Sprache dar. Sie fungierte als „Übergangslösung“ für die Immigranten beim Prozess des Erlernens der spanischen Sprache, hatte jedoch auch eine wichtige kulturelle Rolle inne: sie wurde als Ausdrucksform im Theater oder auch als literarisches Werkzeug genutzt. Diese Kontaktvarietät verlor sich jedoch im Laufe der darauffolgenden Generation mit Beginn des 20. Jahrhunderts, aufgrund der spanischsprachigen Schulbildung sowie des politischen und kulturellen Systems. Heute existiert das cocoliche teilweise in der „Gaunersprache“ Buenos Aires’ fort: des lunfardo.

#### Lunfardo
Das lunfardo wird als informelle Kontaktvarietät angesehen und wird weiterhin in Teilen Argentiniens und Uruguays, insbesondere in Buenos Aires und Montevideo, gesprochen. Entwickelt hat sich die Varietät wie das cocoliche ab Mitte des 19. Jahrhunderts und gilt als Mischung aus der spanischen, italienischen sowie anderen europäischen und indigenen Sprachen. Heutzutage ist das lunfardo als Sprache des „einfachen“ Volkes in Buenos Aires populär. Dies zeigt sich durch die existierende Literatur- und Musikkultur. Die Kontaktvarietät gilt heute als sich historisch parallel entwickelte Form der Kommunikation im Großraum Buenos Aires zum Río-de-la-Plata-Spanisch.

## Einflüsse

### Historische Einflüsse für linguistische Zoneneinteilung
Die Ursachen dieser sich verschieden entwickelnden sprachlichen Zonen finden sich unter anderem in der Geschichte des Landes. Argentinien hat sich seit seiner Unabhängigkeit vom Spanischen Mutterland 1810 nicht grundlegend in seinem geografischen Territorium verändert. Während der vorangegangenen Jahrhunderte der Kolonialzeit jedoch kam es zu weitreichenden Umgestaltungen. Diese erklären die regional abweichenden Unterschiede des Río-de-la-Plata-Spanisch.
Argentinien wurde von drei verschiedenen Richtungen kolonisiert. Jeder dieser Besiedlungsinitiativen geschah auf unterschiedliche Art und Weise und erklärt die linguistischen Differenzen aufgrund verschiedener sprachlicher Kontaktformen und Entwicklungslinien.

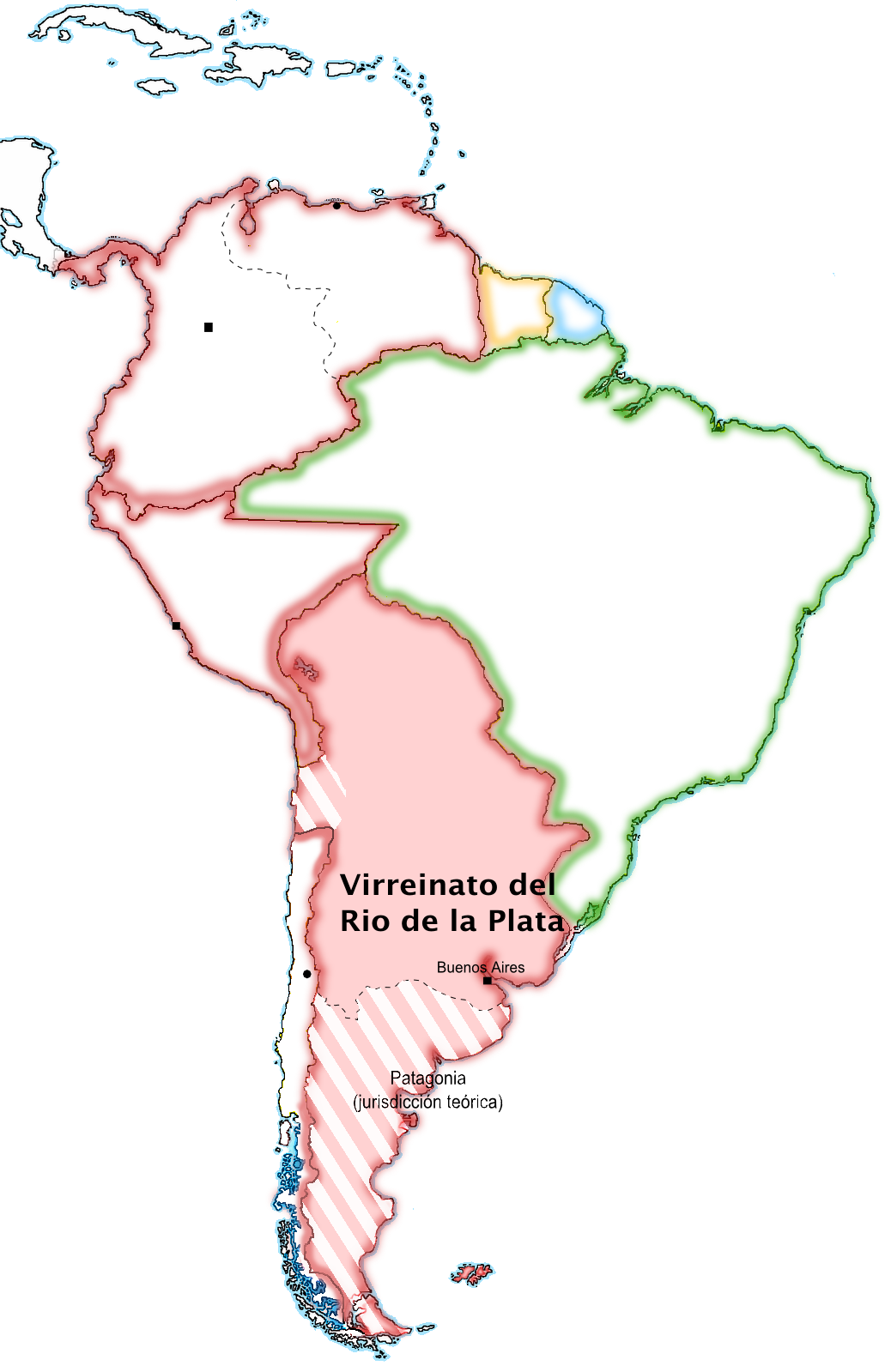
Vizekönigreich des Río de la Plata nach der Trennung vom Vizekönigreich Perú im Jahre 1776

→ Osten: Buenos Aires wurde im Jahr 1536 durch Pedro de Mendoza errichtet, der per Schiff den Río Paraná flussaufwärts fuhr und später auch die heutige Hauptstadt Paraguays, Asunción, gründete. Diese neuerrichtete Stadt an der Flussmündung sollte den Abtransport des Silbers aus Potosí (heute Bolivien) vereinfachen und beschleunigen und stellte einen strategisch wichtigen Stützpunkt für die Kolonialmacht dar. Auch wenn Spanien anfangs einen Transport über die neugegründete Stadt untersagte, florierte Buenos Aires durch den Schmuggel mit Silber. Die Errichtung weiterer Städte (Tucumán 1565; Santa Fe/ Córdoba 1573; Salta 1582; Corrientes 1588; Jujuy 1593) und das damit verbundene demografische Wachstum in Zentralargentinien waren die Folge. Als Buenos Aires im Jahr 1617 Hauptstadt Argentiniens wurde, wuchs ihr Einfluss stetig weiter, da die Verkehrswege kürzer und schneller für das spanische Kolonialreich zu nutzen waren.

1726 wurde von Buenos Aires aus auch Montevideo (Uruguay) gegründet, was die nahezu sprachliche Analogie erklärt.
In der sogenannten Wüstenkampagne Ende des 19. Jahrhunderts wurde zudem der gesamte Süden Argentiniens bis Patagonien erobert und eingenommen. Die dort beheimatete indigene Bevölkerung verschwand von der Bildfläche und hinterließ tausende von Quadratkilometern nutzbares Weide- und Ackerland für die bald einsetzenden Migrationsströme nach Argentinien. Neben nun einsetzenden europäischen Immigrationswellen kamen auch afrikanische Sklaven, die zur Arbeit in den neu eroberten Gebieten gezwungen wurden.

→ Westen: Über die Anden wurde der Westen Argentiniens von Chile aus erobert, wobei die heutigen Regionen Mendoza, San Juan und San Luis ursprünglich zu Chile gezählt wurden. Erst mit der Gründung des Vizekönigreichs Río de la Plata im Jahre 1776 werden diese Gebiete dem argentinischen Verwaltungsbezirk unterstellt. Daraus hervorgehend erklärt sich die sprachliche Nähe dieser Regionen mit dem Chilenischen. Tucumán stellte die überregionale Verwaltungshauptstadt für die westlichen Regionen dar, worauf ebenfalls einige linguistische Besonderheiten zurückzuführen sind. Trotz des immensen medialen Einflusses aus dem Großraum Buenos Aires ist der chilenische Einfluss auf die Sprache nach wie vor präsent. Jedoch gewinnt das español rioplatense mehr und mehr an Bedeutung in der Region. Die Zahl der indigenen Ureinwohner (Mapuche) in diesem Gebiet ist im Laufe der Jahrhunderte stark zurückgegangen. Dennoch sind einige Lexika sowie Ortsbezeichnungen erhalten geblieben.

→ Norden: Bei Expeditionen von Peru ausgehend und Bolivien durchquerend, wurde der nördliche Teil Argentiniens erobert und kolonisiert. Ein erheblicher Anteil an quechua-sprechender Bevölkerung formte die in dieser Region vorherrschende sprachliche Variante des Spanischen. Eine Besonderheit stellt hierbei die Stadt Santiago del Estero dar: obwohl älteste Stadt Argentiniens (1553 gegründet), blieb sie im Laufe der Jahre doch im Schatten der großen und bedeutenden Städte Tucumán und Córdoba zurück und schuf so eine linguistische Enklave mit einzigartigen dialektalen Wurzeln.

### Europäische Einflüsse
Bis ungefähr 1870 bestand in Argentinien und speziell der litoralen Region um Buenos Aires eine mehr oder weniger homogene, spanischzentrierte, sprachliche Einheit. Diese Basis existierte sowohl in der städtisch, kulturellen wie auch der ländlich, rustikalen Ebene. Mit Einsetzen der Migrationsströme aus Europa zum Ende des 19. Jahrhunderts ging diese Homogenität teilweise verloren. Zwischen 1870 und 1890 kamen überwiegend Spanier (hauptsächlich aus dem Baskenland und Galicien), Norditaliener sowie Franzosen und Deutsche. Zu Beginn des 20. Jahrhunderts, während der 2. großen Immigrationswelle, kamen hauptsächlich Spanier und Süd-Italiener. Die Italiener machten hierbei in Argentinien ungefähr einen Anteil von 50 % der Einwanderer aus.
Dies erklärt auch die Entstehung der Kontaktvarietäten cocoliche und lunfardo sowie den erheblichen Einfluss der italienischen Sprache auf die sich langsam entwickelnde Variante des Río-de-la-Plata-Spanisch. Dieser sogenannte melting pot, der sich durch die Migranten herausbildete, hatte eine immens wichtige historische Bedeutung in der politischen, sozialen, kulturellen und linguistischen Entwicklung Argentiniens. Daraus resultiert ebenfalls, dass sich ein Großteil der Bevölkerung als direkte Nachkommen europäischer Einwanderer sah.

Italienischer Einfluss im español bonarense
- capo       =      Chef/ Anführer
- laburo     =      Arbeit
- ñoqui      =      Gnocchi

### Indigene Einflüsse
Durch die anfangs europäischen, später dann argentinischen Eroberungszüge, ist ein großer Teil der indigenen Bevölkerung in Argentinien verschwunden. Gleichwohl beeinflussten die indigenen Sprachen durch den direkten Kontakt die spanische Mundart teils erheblich und übten sichtbaren Einfluss auf das Río-de-la-Plata-Spanisch aus. Im Fall Argentiniens waren dies hauptsächlich das Guaraní sowie das Quechua.

#### Guaraní
Das Siedlungsgebiet der Guaraní-sprechenden Indianerstämme erstreckte sich über den südlichen Teil Brasiliens, Paraguays und einigen Gebieten Boliviens, Uruguays und Nordargentiniens (Misiones, Corrientes) und hat sich am stärksten in Paraguay gehalten, wo es zweite Amtssprache ist und als Muttersprache von ca. 3,2 Millionen Menschen gesprochen wird. Es existieren nach wie vor zahlreiche Entlehnungen, die sich im Río-de-la-Plata-Spanisch bzw. im allgemeinen spanischen Wortschatz gehalten haben. Folgende stammen vom Guaraní ab:
- ananá(s) = Ananas
- ara  = Ara (Papagei)
- jaguar = Jaguar
- mandioca = Maniok
- ñandú  = Nandu

#### Quechua

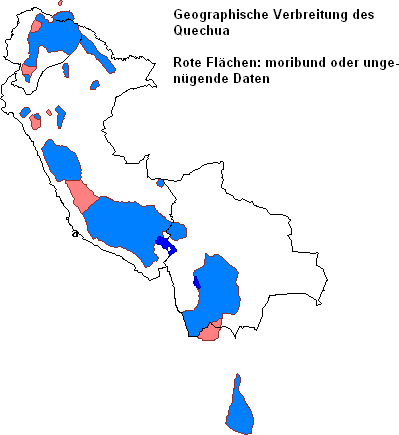
Quechua-sprechende Gebiete in den Ländern Ecuador, Perú, Bolivien und Argentinien

Quechua diente als Verwaltungssprache des Inkareiches und erstreckte sich nach der spanischen Eroberung um 1600 vom Amazonasgebiet Ecuadors über die Hochebenen Boliviens bis in den Nordwesten Argentiniens und verdrängte die zweite indigene Sprache, das aimara, in diesen Gebieten erheblich. Darüber hinaus gilt das Quechua heute mit 7,8 Millionen Sprechern zu den zahlenmäßig bedeutendsten, teils stark dialektalisierten, Sprachen der indigenen Bevölkerung Amerikas. In Peru gilt das Quechua mit 40 % Sprechern (an der Gesamtbevölkerung bemessen) als von der Verfassung festgelegte zweite Amtssprache.
Auch diese indigene Sprache hat seine Spuren in der spanischen Sprache sowie der Río-de-la-Plata-Variante hinterlassen. Folgende Entlehnungen stammen vom Quechua ab:
- cancha = Sportplatz
- carpa  = Zelt
- chacra = kleines Landgut, Hof
- coca  = Koka (-pflanze)
- cóndor = (Anden-)Vogel
- palta  = Avocado
- vicuña = Vikunja (Lamaart)

### Afrikanische Einflüsse
Der Anteil der schwarzen Bevölkerung lag in Buenos Aires und Montevideo am Ende des 18. und beginnenden 19. Jahrhunderts bei ungefähr 40 % und stellte damit einen erheblichen kulturellen sowie sprachlichen Gegenpol zur hispanischen Sprache und Gesellschaft dar. Bis zum Beginn des 18. Jahrhunderts sprachen zwar nur sehr wenige der afrikanischstämmigen Menschen Spanisch. Dies sollte sich bis Mitte des 19. Jahrhunderts hinein nicht gravierend ändern. Nach wie vor gab es eine afrikanische Bevölkerung in Buenos Aires und Montevideo, die das sogenannte bozal-Spanisch praktizierte, welches als Kontaktvarietät zwischen afrikanischen Sprachen und der spanischen Sprache verstanden werden kann. Jedoch fand es wenig Einfluss auf das heutige Río-de-la-Plata-Spanisch. John M. Lipski erklärt dies, indem er auf die Angewohnheit der weißen Bevölkerung verweist, die das bozal-Spanisch bei der Kommunikation mit den Afrikanern verwendeten, um sich durch die Imitation dieser rudimentären Variante des Spanischen herablassend zu äußern. Es galt vielmehr als Belustigungsmittel. Somit war es für die afrikanischstämmigen Menschen von hohem Interesse, die spanische Sprache zu erlernen, um sich dieser Diskreditierung zu entziehen. Dadurch fand eine Beeinflussung auf das heutige Río-de-la-Plata-Spanisch kaum statt.
- mucama = Hausangestellte
- quilombo      =       Durcheinander/ Kuddelmuddel (ugs.)